# 악역 영애 레벨 99 ~ 히든 보스는 맞지만 마왕은 아니에요~
악역 영애 레벨 99 ~ 히든 보스는 맞지만 마왕은 아니에요~(悪役令嬢レベル99　～私は裏ボスですが魔王ではありません～, Villainess Level 99)는 타나바타 사토리가 글을 쓰고 티(Tea)가 그림을 그린 일본의 라이트노벨 시리즈이다. 2018년 6월부터 사용자 제작 소설 출판 사이트인 소설가가 되자에서 웹 소설로 연재를 시작했다. 이후 후지미 쇼보가 인수하여 2019년 5월 카도카와 출판사에서 라이트 노벨로 출판하기 시작했다. 노코미가 그린 만화 각색은 2020년 2월 엔터브레인의 B's Log Comic 잡지에서 연재를 시작했다. 주몬도우(Jumondou)가 제작한 애니메이션 TV 시리즈 각색은 2024년 1월부터 3월까지 방영되었다.

## 전제
유미엘라 돌크니스(Yumiella Dolkness)는 사고로 사망한 후 이세계로 환생한 대학생이었다. 불행하게도 그녀는 이제 자신의 검은 머리카락과 어둠의 마법이 국가로부터 욕을 먹고 두려워하는 세상에 살고 있다. 유미엘라는 자신이 죽기 전에 플레이했던 오토메 RPG 라이트 매직의 비밀 보스이자 영웅이라는 새로운 자신을 인식한다. 부재 중인 가족과 떨어져 평화로운 삶을 꿈꾸던 그녀는 살아남기 위해 고된 일을 결심하고 어린 시절을 보낸다. 그러나 열다섯 살에 그 나라의 학원에 입학한 유미엘라는 자신이 너무 과로했다는 사실을 알게 된다. 레벨 10은 학생들이 기대하는 가장 높은 레벨이었지만, 그녀는 레벨 99에 도달하여 전국에서 가장 강력한 인물이 되었다. 자신의 계획이 뒤바뀐 유미엘라는 세상에서 자신의 자리를 찾기 위해 모든 사람의 경계심과 국가의 정치를 헤쳐 나가야 하며, 원래 게임의 영웅들과 함께 악마 군주를 물리치는 동시에 자신의 검은 머리카락과 마법에 대한 부정적인 선입견을 없애려고 노력해야 한다.

## 같이 보기
- 신참 아재 모험가, 최강 파티에서 죽을 정도로 단련해서 무적이 된다